# Feministische Erkenntnistheorie
Unter feministischer Erkenntnistheorie werden Erklärungsmodelle zusammengefasst, die soziokulturelle und politische Einflüsse des Geschlechts auf die Gewinnung von Erkenntnis und Wissen zum Gegenstand haben. Alle diese Modelle gehen davon aus, dass Frauen dabei historisch stets benachteiligt waren und es gegenwärtig immer noch sind: Frauen würde einerseits der Zugang zu den Institutionen der Wissensproduktion erschwert und andererseits erhielten ihre Erkenntnisse nicht denselben Status wie die ihrer männlicher Kollegen. Durch diesen Ausschluss werde nicht nur die wissenschaftliche Tätigkeit von Frauen herabgewürdigt, sondern es entstehe auch ein Defizit im Erkenntnisprozess der Wissenschaften.

## Übersicht
Die verschiedenen Positionen der feministischen Erkenntnistheorie entwickelten sich seit Ende der 1970er-Jahre an der Schnittstelle zwischen Erkenntnistheorie, Wissenssoziologie und den kritischen Überlegungen der zweiten Welle des Feminismus. Zunächst wurde vor allem in Nordamerika damit begonnen, die Rolle von Geschlecht in der Wissenschaft zu analysieren und zwar hinsichtlich der Institutionen und Organisation von Wissenschaft, aber auch mit Blick auf Forschungsinhalte, Theorien und Methoden. Gerade dadurch, dass die feministische Erkenntnistheorie zur Erforschung der Voraussetzungen für Erkenntnis die soziale Wirklichkeit der Forschung berücksichtigt, grenzt sie sich von traditionellen Erkenntnistheorien ab und weist eine Nähe zur Wissenssoziologie auf: „Feministische Theoretikerinnen gehen davon aus, dass die Frage, über wessen Erkenntnis wir sprechen, wenn wir über Wissen und Wissenschaft sprechen, in eine zentrale analytische Position zu rücken sei“. In der klassischen Erkenntnistheorie von René Descartes bis Karl Popper liegt der Fokus meist auf der rationalen Erklärung und Begründung von wissenschaftlichem Wissen. Singuläre, subjektive und gruppenspezifische Einflüsse, denen ein Forscher ausgesetzt ist, werden nicht berücksichtigt. Für die feministische Erkenntnistheorie steht daher vor allem der faktische Entstehungszusammenhang von Wissen und der Blick auf das konkrete erkennende Subjekt im Fokus.

## Fachdiskussion
Die feministische Erkenntnistheorie teilt das Paradigma der Situiertheit des Wissens mit der Wissenssoziologie, die sich ebenfalls mit der sozial bedingten Entstehung, Verbreitung, Verwendung und Bewahrung von Wissen beschäftigt. Wissen gilt daher stets als situiert, also als in kulturellen, sozialen, ökonomischen oder historischen Zusammenhängen stehend. Im Kontrast zur stärker auf die Erforschung gesellschaftlicher Wissensbestände ausgerichteten Wissenssoziologie richtet die feministische Erkenntnistheorie ihren Fokus jedoch auf die etablierten erkenntnistheoretischen Vorannahmen und Rahmenbedingungen von Wissen und stellt aktive Forderungen diese zu transformieren. So stellt die Philosophin Helen Longino bereits in den 1990er Jahren den Status etablierter wissenschaftlicher Werte wie Neutralität oder Einfachheit insofern infrage, als sie diese ähnlich der Theorienwahl bei Thomas S. Kuhn als aktive Entscheidungen für eine bestimmte Wissensform. Entsprechend kann man sich auch aktiv für andere Werte entscheiden, die nicht nur rational, sondern zudem sozial legitimierbar sind, wie etwa ein Heterogenitätsprinzip im Kontrast zum Sparsamkeitsprinzip (siehe Feministischer Empirismus). Fragen nach der Auswirkung von Geschlecht auf den Erkenntnisprozess, aber auch von gesellschaftlicher und ethnischer Herkunft auf die Einstiegschancen und Akzeptanz im Wissenschafts- und Forschungsbetrieb waren zuvor weitgehend unbeachtet und wurden erstmals durch Vertreter einer feministischen Erkenntnistheorie in einen erkenntnistheoretisch relevanten Zusammenhang gestellt. Damit grenzt sie sie sich trotz aller Nähe von beiden genannten Disziplinen ab, da sie im Hinblick auf die sozialen Bedingungen und theoretischen Voraussetzungen von Wissen zentral die Rolle von Geschlechtlichkeit in den Fokus nimmt, die in der Wissenschaftssoziologie höchstens als ein Teilaspekt und in der traditionellen Erkenntnistheorie gar keine Rolle spielt.
Auch wenn die feministische Erkenntnistheorie nicht über eine einheitliche, konsistente Theorie verfügt, sondern ein heterogenes Spektrum an Positionen (siehe Positionen), setzt sich zunehmend der Begriff der feministischen Erkenntnistheorie in Überblickswerken und Handbüchern durch. Allen Positionen gemein ist die Beobachtung, dass Frauen in der Wissenschaft unterrepräsentiert sowie strukturell benachteiligt sind, was sich jedoch nicht mit Unterschieden der biologischen Geschlechter begründen lässt. Stattdessen liegt diesem Phänomen eine Ausrichtung der Gesellschaft – und folglich auch der Wissenschaft – an männlichen Interessen und Idealen (Androzentrismus) zugrunde. Hierzu zählen auch stereotype Zuschreibungen wie die Assoziation von männlich mit rational, analytisch, objektiv, unabhängig einerseits und von weiblich mit emotional, intuitiv, subjektiv, abhängig andererseits. Der ursprüngliche Fokus auf Frauen als benachteiligte Gruppe geriet im Rahmen der Dritten Welle des Feminismus zunehmend in die Kritik und wurde zu einem intersektionalen Ansatz erweitert, der die Perspektiven aller marginalisierten Gruppen ins Zentrum rückt. Dieser Entwicklung liegt die Erkenntnis zugrunde, dass bei der Analyse von Ungleichheit und Machtverhältnissen neben Geschlecht auch andere soziale Strukturkategorien wie soziale Klasse, sexuelle Orientierung und Ethnizität wichtig sind.
Ein wichtiges Schlagwort im Bereich der feministischen Erkenntnistheorie ist der Begriff des Malestream. Damit wird kritisiert, dass Wissen typischerweise von männlichen, weißen Europäern beziehungsweise Nordamerikanern mittleren Alters generiert wird, die einer gehobenen Bildungsschicht entstammen. Basierend auf der paradigmatischen These der Situiertheit von Wissen berge diese Einschränkung der Perspektive die Gefahr einer kognitiven Verzerrung (englisch: bias). Diese Verzerrung nicht nur sichtbar zu machen, sondern ihr auch entgegenzuwirken, um die erkenntnistheoretische Perspektive zu weiten und die Chancen von marginalisierten Personen zu verbessern, im Wissenschaftsbetrieb Fuß zu fassen, ist ein Grundanliegen der feministischen Erkenntnistheorie.

## Positionen
In der Auseinandersetzung mit der Frage nach dem Subjekt des Erkennens haben sich unterschiedliche Richtungen und Ansätze feministischer Erkenntnistheorie ausgebildet. Eine Möglichkeit, das heterogene Feld zu strukturieren, bietet die britische Philosophin Susan Haack. Ihr zufolge lassen sich die verschiedenen Ansätze anhand der jeweiligen Auslegung des „Standpunkts einer Frau“ (a woman's point of view) in zwei Strömungen unterscheiden: einerseits in Ansätze, die feministische Erkenntnistheorie als „die Art, wie Frauen die Welt sehen“ beschreiben und andererseits in Ansätze, die den Standpunkt einer Frau als „den Interessen der Frauen dienlich“ beschreiben. Gegenstand der ersten Gruppe von Ansätzen ist demnach das spezifisch Weibliche am jeweiligen Erkenntnisbegriff, während Gegenstand der zweiten Gruppe eher die Umstände des Erkenntnisprozesses im Hinblick auf Frauen sind und damit auch Aspekte wie Sexismus und Androzentrismus von Belang sind. Gerade die erste Perspektive ist jedoch insofern problematisch, als dass Haack im Konzept eines spezifisch weiblichen Wissens einen geschlechtsspezifischen Essentialismus sieht, von dem nicht nur sie sich distanziert, sondern der darüber hinaus auch innerhalb der von ihr beschriebenen Ansätze nicht vertreten wird. Eine alternative Einteilung der Ansätze schlägt die Philosophin Mona Singer in Anschluss an Sandra Harding vor, nach der sich drei Ausrichtungen innerhalb der feministischen Erkenntnistheorie unterscheiden lassen: feministische Standpunkt-Theorie, feministischer Empirismus und Postmoderne Epistemologie.

### Feministische Standpunkt-Theorie
Der älteste Ansatz der feministischen Erkenntnistheorie ist die feministische Standpunkt-Theorie. Die 1981 von der Philosophin Lorraine Code gestellte Frage, ob das Geschlecht des Erkennenden beim Erlangen von Erkenntnis eine Rolle spielt, wird hier bejaht. Zudem können der feministischen Standpunkt-Theorie zufolge Frauen potenziell eine adäquatere und komplexere Sicht auf die Welt gewinnen als Männer. Diese Aussage begründet sich auf der bereits bei Hegel zu findenden Annahme, dass die innerhalb eines Systems unterdrückten Gruppen der jeweilig herrschenden Gruppe gegenüber einen erkenntnistheoretischen Vorteil haben, da sie im Erkenntnisprozess nicht nur den jeweiligen Gegenstand, sondern auch die systemischen Rahmenbedingungen erkennen. Entsprechend geht die feministische Standpunkt-Theorie davon aus, dass Frauen im Gegensatz zu Männern im historischen Kontext zu den Unterdrückten gezählt werden und eine solche gesellschaftliche Positioniertheit zu einer objektiveren Erkenntnis führt. Zu beachten ist, dass durch den Standpunkt der Frauen keine vollkommen objektive Erkenntnis erlangt werden kann. Jedoch könne eine objektivere Sicht auf die gesellschaftlichen und institutionellen Verhältnisse in den Wissenschaften entstehen, wenn die Lebensbedingungen und Erfahrungen von Frauen berücksichtigt werden. Durch den erkenntnistheoretisch vorteilhaften Standpunkt der Frauen werde sich lediglich dem Ideal der wissenschaftlichen Objektivität in der Erkenntnis angenähert. Am radikalsten formulierte das Donna Haraway, wenn sie sich gegen die Vision eines universalen Wissens wendet: „Die Moral ist einfach: Nur eine partiale Perspektive verspricht einen objektiven Blick.“ Der Anspruch auf wissenschaftliche Wahrheit sei rein rhetorischer Natur.
Dass in der feministischen Standpunkt-Theorie der Fokus anfangs nur auf Frauen als marginalisierter Personengruppe lag, führte ab den 1990er Jahren zu Kritik und zahlreichen Revisionen dieses Ansatzes. Eine zentrale Revision innerhalb der feministischen Erkenntnistheorie mündet in der sogenannten dialogischen Standpunkt-Theorie. Diese besagt, dass es nicht den einen Standpunkt gibt, der eine umfassende kritische Sicht beanspruchen kann, sondern ein Austausch von unterschiedlichen Standpunkten nötig ist.
Die Soziologin Patricia Hill Collins hat im Jahr 1990 in postkolonialistischer Absicht das Konzept eines black feminist standpoint entwickelt. Sie teilt die Annahmen der Standpunkt-Theorie, dass Unterdrückte die Regeln der Unterdrückung besser in ihre Erkenntnistätigkeit einbeziehen und daher einen komplexeren Standpunkt einnehmen können. Doch bezieht sie in ihr Konzept der Unterdrückung nicht mehr nur das Merkmal des Geschlechts, sondern erweitert den Ansatz um verschiedene, sich überschneidende Aspekte der Unterdrückung wie beispielsweise Hautfarbe, Ethnizität und Behinderung. Collins’ Ansicht nach ist es daher notwendig, die spezifischen Erfahrungen von afro-amerikanischen Frauen in wissenschaftliche Diskurse einzubringen. Nach Collins werden diese von der Teilnahme am „Mainstream-Wissenschaftsdiskurs“ ausgeschlossen und nehmen so im westlichen feministischen Diskurs eine Außenseiterrolle ein. In ihrem Modell wird gefordert, dass die Standpunkte der outsider-within, also jener Positionen, die am Rande angesiedelt sind und wenig Mitspracherecht an den wirkmächtigen Diskursen haben, zu bevorzugen sind, und dass diese unterdrückten Standpunkte in einen herrschaftskritischen Dialog treten. Dieses Konzept kann als eine Position der dialogischen Standpunkt-Theorie angesehen werden, denn Collins erklärt, dass es keinen Standpunkt gibt, der eine umfassende kritische Sicht beanspruchen kann. Eine im Hinblick auf die Erkenntnis besseremarginal Perspektive entstehe nur dann, wenn Vertreter verschiedener Standpunkte in einen konstruktiven Dialog treten.
Die Wissenschaftstheoretikerin Sandra Harding hat die postkolonistische Kritik von Collins in ihre Arbeiten aufgenommen, so zum Beispiel die Annahme der Beschränkung der eigenen Perspektive aufgrund ihrer privilegierten westlichen Verortetheit. So revidiert sie ihre vorherige standpunkttheoretische Ansicht dahingehend, dass nun nicht bloß vom Leben der Frauen, sondern vom Leben aller Marginalisierten auszugehen sei. Eine überarbeitete Standpunkt-Theorie ist ihrer Ansicht nach am besten geeignet, um die Diversität von Frauen zu thematisieren. Harding plädiert unter anderem dafür, dass privilegierte weiße Frauen ihre Privilegiertet, also ihren eigenen privilegierten Standpunkt kritisch hinterfragen und vom Wissen und den Erfahrungen der von Collins beschriebenen „outsiders-within“ lernen. Hardings Konzept der „starken Objektivität“ besagt, dass der Entstehungszusammenhang, also das Vor- und Umfeld wissenschaftlicher Erkenntnisprozesse, aufgeklärt und demokratisiert werden soll, um objektiveres Wissen zu erlangen, also Wissen in seinen komplexen Produktionszusammenhängen. Es sollten in der Wissenschaft möglichst viele verschiedene Perspektiven einbezogen werden, die im vorherrschenden Diskurs marginalisiert werden. Hardings Schlussfolgerung lautet, dass mit zunehmender Heterogenität der wissenschaftlichen Gemeinschaften die Chance steigt, objektiveres Wissen zu produzieren. Den Vorteil einer solchen dialogischen Standpunktepistemologie sieht Harding darin, dass die verschiedenen Standpunkte in einen Dialog treten und dadurch bislang ignorierte Wissens- und Erfahrungsweisen in wissenschaftliche Erkenntnisprozesse eingebracht werden können. Offen bleibt, ob wissenschaftliche Reflexion aus einer privilegierten Position heraus den vermeintlichen Erkenntnisvorteil einer nicht-privilegierten Positionierung tatsächlich ausgleichen kann.

### Feministischer Empirismus
So wie der Empirismus im klassischen Sinn, geht auch der feministische Empirismus davon aus, dass sinnliche, meist empirisch gewonnene Befunde die Grundlage von Erkenntnis sind. Im Kontrast zu eher positivistischen Ansätzen des Empirismus, bei denen der Entstehungszusammenhang von Wissen als wissenschaftsextern erachtet wird, revidiert der feministische Empirismus diese Annahme dahingehend, dass er Wissenschaft als ein soziales Unternehmen erachtet und so dem Kontext des Erkenntnisprozesses stärkere Aufmerksamkeit widmet. Teil dieser veränderten Auffassung ist auch, dass eine wissenschaftliche Wertfreiheit faktisch nicht gegeben ist und so auch soziale Zusammenhänge berücksichtigt werden, die für die Erkenntnis konstitutiv sind. Basierend auf der These der Unterdeterminiertheit empirischer Theorien durch die Evidenz hinterfragen Vertreterinnen wie etwa die Philosophin Helen Longino den klassischen Wertekanon der Wissenschaften: Wenn eine empirische Theorie nicht vollständig von den erhobenen empirischen Daten belegt werden kann, sondern der Theorie stets Hintergrundannahmen vorausgehen, die selbst nicht empirisch begründet werden können, dann müssen diese Hintergrundannahmen zum Gegenstand der Erkenntnistheorie werden. Longino stellt so den klassischen „wissenschaftlichen Tugenden“ (scientific virtues) wie Objektivität, Widerspruchsfreiheit, Einheitlichkeit oder Einfachheit von Erklärungen ein neues Set von Tugenden entgegen, das neben empirischer Adäquatheit auch ontologische Heterogenität, Neuartigkeit und die Komplexität von untersuchten Bezügen und Beziehungen umfasst und welches sie als sowohl rational als auch sozial begründet sieht: „Nehmen wir zum Beispiel das Kriterium der ontologischen Heterogenität. Es hat epistemische Begründungen: Eine Gemeinschaft, die durch Vielfalt gekennzeichnet ist, ist epistemisch zuverlässiger. Es hat auch soziale Begründungen: Erklärungsmodelle, die ontologische Heterogenität bewahren, können Heterogenität in der sozialen Welt naturalisieren, so wie Modelle, die ontologische Homogenität aufweisen, soziale Homogenität naturalisieren.“ Der Einfluss dieser Überlegungen zeigt sich insbesondere in der Biologie, allen voran in der Primatologie, aber auch der Mikrobiologie, bei denen geradezu von einem Paradigmenwechsel und der „erfolgreichsten Interventionen innerhalb der Biologie“ die Rede ist. Als Gründe für diese Einschätzung werden vor allem die Aufdeckung und anschließende Überwindung von geschlechtsspezifischen Verzerrungen in biologischen Darstellungen von Sex und Gender und die Aufgabe etablierter wissenschaftlicher Werte wie Distanz zum Forschungsobjekt und die Einfachheit der Erklärung des Verhaltens zugunsten von Involviertheit und der Berücksichtigung komplexer Verhaltensäußerungen in der Forschung benannt.

### Postmoderne Epistemologie
Der Ansatz der postmodernen Epistemologie vertritt die These, dass es in den Wissenschaften ausschließlich Konstruktionen gibt. Fakten sind demnach stets ideologisch aufgeladen und wissenschaftliche Erkenntnis ist eher mit Macht verbunden als mit Wahrheit. Auch die Frage nach dem Subjekt des Wissens wird in dieser Hinsicht neu gedacht: Anstatt ein rationales, autonomes sowie psychisch und physisch als Einheit auftretendes Subjekt zu behaupten, muss es selbst als diskursiv zwischen Sprache, Bedeutung, Unbewusstem und Macht erzeugt verstanden werden, wie die Philosophin Jane Flax schreibt. Im Fokus der postmodernen Epistemologie steht eine Orientierung, welche „die lokale und perspektivische Beschränktheit, Kontingenz und Instabilität, Ambiguität und prinzipielle Bestreitbarkeit aller Wissensansprüche in den Vordergrund stellt.“ Daraus folgt auch, dass es keine privilegierten lokalen Perspektiven gibt, die eine (relativ) sichere Erkenntnis verbürgen.

## Kritik an der feministischen Erkenntnistheorie
Da die feministische Erkenntnistheorie ein heterogenes Feld ist, fällt auch die Kritik an ihr sehr unterschiedlich aus. So wird von der britischen Philosophin und Feministin Susan Haack kritisiert, dass die Bestrebungen von feministischen Erkenntnistheoretikern nicht in der Stärkung einer ausschließlich weiblichen Perspektive liegen soll, sondern von einer gemeinsamen Menschlichkeit von Männern und Frauen und deren Egalität ausgehen muss. Haack bezweifelt in diesem Zusammenhang die Annahme, dass es einen dezidiert „weiblichen Blick“ gibt, der bisher von einem androzentrischen Wissenschaftsbetrieb vernachlässigt worden sei.
Ebenfalls von Haack stammt der Hinweis, dass es innerhalb der feministischen Erkenntnistheorie weder eine einheitliche noch kohärente oder konsistente Argumentation gibt. Wie oben beschrieben, lässt sich die feministische Erkenntnistheorie eher als ein Sammelbegriff einer Reihe heterogener Positionen verstehen und gibt folglich nicht vor, einheitlich zu sein. Allen Positionen gemein ist jedoch die Prämisse der Situiertheit von Wissen.
In Bezug auf diese allen Ansätzen gemeinsame Prämisse besteht der Vorwurf, dass durch ein als situiert charakterisiertes Subjekt der Erkenntnis der wissenschaftliche Anspruch auf Objektivität zugunsten einer relativistischen Beliebigkeit verloren geht. Außerdem sei die feministische Erkenntnistheorie durch diese Grundannahme zu sehr um Werte bemüht, da sie versuche, gesellschaftliche, politische, soziale und geschlechterspezifische Einflüsse in wissenschaftliche Erkenntnisgewinnung mit einzubeziehen. Diesem Einwand zufolge vermischt die feministische Erkenntnistheorie empirische, als objektiv geltende Studien mit einer Befürwortung und Propagierung soziologischer Kontexte. Haack sieht in diesem Zugang sogar eine ausgesprochene Gefahr, der es entgegenzuwirken gilt, wenn sie von den „Ambitionen des imperialistischen Feminismus“ spricht, die Erkenntnistheorie zu „kolonialisieren“.
Dieser Kritik wird entgegengebracht, dass die These der Situiertheit von Wissen nicht dafür argumentiert, die Wertfreiheit der Wissenschaften durch politisierende Entscheidungen zu ersetzen. Vielmehr wird im Einklang mit den Befunden der Wissenschaftssoziologie und Wissenschaftsforschung betont, dass wissenschaftliche Erkenntnis niemals wertfrei ist, sondern als Prozess in sozialen, politischen und ökonomischen Kontexten beschrieben und verstanden werden muss. Durch die Offenlegung der jeweiligen Umstände des Erkennens gilt es für Forscher, verantwortungsbewusst mit ihren Entscheidungen umzugehen und den Wissensrahmen stets mitzureflektieren. Für Lorraine Code stellt die Transparenzmachung der Kontexte sogar einen erkenntnistheoretischen Vorteil gegenüber klassischen Positionen dar, da hiermit vielseitige Perspektiven entwickelt werden.
Diese perspektivische Vielfalt zieht jedoch den Vorwurf des erkenntnistheoretischen Relativismus nach sich. Zurückgewiesen wird der Vorwurf durch die Philosophin Kathrin Hönig. Sie sieht in der relativistischen Tendenz, vor allem in Codes Ansatz, in erster Linie ein rhetorisches Problem, welches durch die Umformulierung in eine „anti-anti-relativistische“ Haltung eine treffendere Beschreibung findet. Gemeint ist hiermit, dass Code und andere im Kern gar keine relativistische Position beziehen, sondern vielmehr gegen universalistische oder essentialistische, d. h. anti-relativistische Einwände argumentieren.
Einwände erfährt außerdem die explizite Berufung auf die Relevanz der sozialen Kategorie des Geschlechts für den Erkenntnisgewinn. Die Kritik fußt einerseits auf der allgemeinen Annahme, dass das wissende Subjekt geschlechtslos und somit rein objektiv konstituiert ist. Das Geschlecht des Forschenden sei von daher irrelevant für die Ergebnisse. Allerdings spielt die Kategorie des Geschlechts sichtbar eine Rolle im Wissenschaftsbetrieb. Historisch betrachtet wurde Wissen schon immer geschlechterspezifisch konnotiert und auch der sexistische Umgang mit Forscherinnen basiert auf geschlechterbezogenen Vorurteilen. Andererseits vertreten postmoderne Feministinnen wie Seyla Benhabib die These, dass eine einheitliche weibliche Identität und damit auch eine einheitliche Position, von der aus eine feministische Wissenschaft konstruiert werden könne, angesichts der Vielfalt der Identitäten und Positionen in Raum und Zeit nicht existiere.